# ケヴィン・デ・ウェールト
ケヴィン・デ・ウェールト(Kevin De Weert、1982年5月27日 - ）は、ベルギー、デュフェル出身の自転車競技（ロードレース）選手。

## 経歴
2000年
- 国内選手権ジュニア部門・個人タイムトライアル優勝
- ジロ・デッラ・トスカーナのジュニア部門総合優勝。

2002年、ラボバンク・GS3と契約。
2003年、ラボバンクのトップチームに昇格し、プロ転向。
2005年、クイックステップ・イネルゲティック（現 クイックステップ）に移籍
- ブエルタ・ア・エスパーニャ初出場、総合94位。

2007年、コフィディスに移籍。
2009年、クイックステップに復帰。
- ブエルタ・ア・エスパーニャ総合20位。

2010年
- ツール・ド・フランス初出場、総合18位。

2011年
- ツール・ド・フランス 総合13位